# Turčianska Štiavnička
Turčianska Štiavnička (bis 1949 slowakisch „Štiavnička“; ungarisch Kisselmec – bis 1907 Stiavnicska) ist eine Gemeinde im Norden der Slowakei mit 999 Einwohnern (Stand 31. Dezember 2024), die zum Okres Martin, einem Teil des Žilinský kraj gehört und zur traditionellen Landschaft Turz gezählt wird.

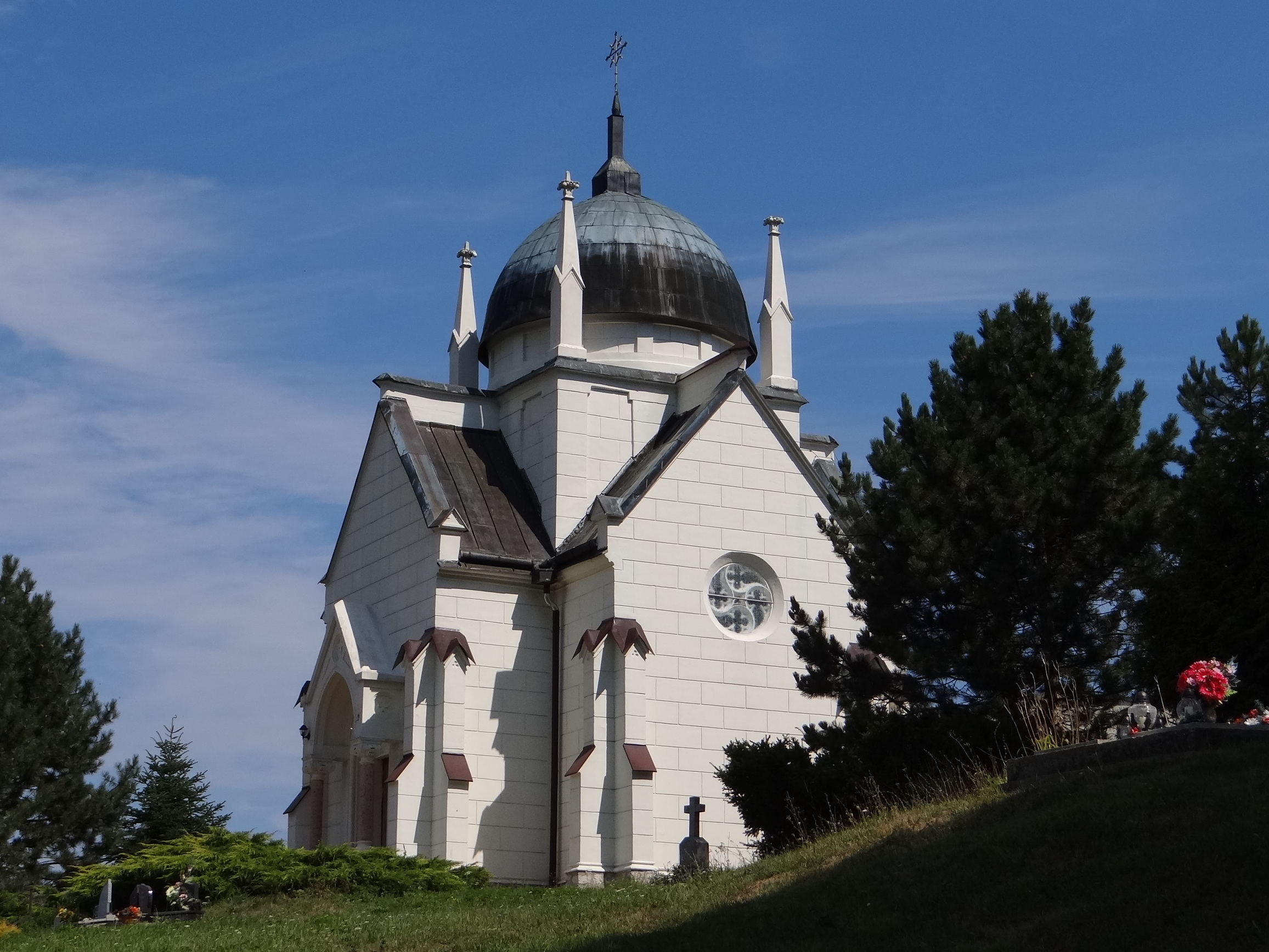
Mausoleum

## Geographie
Die Gemeinde befindet sich im Nordostteil des Talbeckens Turčianska kotlina am Fuße der Großen Fatra, beim Auslauf des Baches Kantorský potok in das Waagtal. Dementsprechend umfasst das 14 km² große Gemeindegebiet das vom Sandstein und Lehmboden gebildete entwaldete Hügelland im Norden und einen gebirgigen Teil, mancherorts mit Riffen, im Süden. Die Höhe im Gemeindegebiet variiert von 395 m n.m. bis 1079 m n.m. Das Ortszentrum liegt auf einer Höhe von 430 m n.m. und ist 12 Kilometer von Martin entfernt.

## Geschichte
Der Ort wurde zum ersten Mal 1474 (andere Quellen sprechen von 1477) als Sczewnicze als Teil des Herrschaftsguts der nahen Burg Sklabiňa schriftlich erwähnt. Seit 1527 ist das Dorf eng mit dem Geschlecht Révay verbündet, im 17. Jahrhundert kam dazu noch das Geschlecht Újhelyi. 1828 sind 96 Häuser und 660 Einwohner verzeichnet, die in Landwirtschaft, Forstwirtschaft sowie Leinenherstellung beschäftigt waren.

## Bevölkerung
| Jahr                | 1994 | 2004     | 2014     | 2024    |
| ------------------- | ---- | -------- | -------- | ------- |
| Anzahl der Personen | 715  | 804      | 920      | 999     |
| Unterschied         |      | +12,44 % | +14,42 % | +8,58 % |

| Jahr                | 2023 | 2024    |
| ------------------- | ---- | ------- |
| Anzahl der Personen | 981  | 999     |
| Unterschied         |      | +1,83 % |

Ergebnisse nach der Volkszählung 2001 (741 Einwohner):
| Nach Ethnie: - 99,06 % Slowaken - 0,67 % Tschechen | Nach Konfession: - 50,07 % evangelisch - 33,74 % römisch-katholisch - 14,44 % konfessionslos |

## Sehenswürdigkeiten
- Landschloss im Renaissance-Stil mit englischem Park aus dem 16. Jahrhundert (zum ersten Mal 1637 erwähnt), derzeit ungenutzt

## Persönlichkeiten
- Ján Kostra (1910–1975), slowakischer Dichter und Schriftsteller